# Amatori Wasken Lodi nelle competizioni internazionali
Di seguito sono elencate le partite dell'Amatori Wasken Lodi nelle competizioni internazionali.

## Coppa dei Campioni / Eurolega / WSE Champions League

### 1981-1982
| Turno            | Squadra 1    | Punteggio | Squadra 2    | Data           |
| ---------------- | ------------ | --------- | ------------ | -------------- |
| Primo turno      | Amatori Lodi | 17 - 0    | Southsea     | 17 aprile 1982 |
| Primo turno      | Southsea     | 0 - 7     | Amatori Lodi | 24 aprile 1982 |
| Quarti di finale | Lichtstad    | 3 - 2     | Amatori Lodi | 29 maggio 1982 |
| Quarti di finale | Amatori Lodi | 8 - 1     | Lichtstad    | 12 giugno 1982 |
| Semifinali       | Noia         | 4 - 3     | Amatori Lodi | 26 giugno 1982 |
| Semifinali       | Amatori Lodi | 8 - 4     | Noia         | 10 luglio 1982 |
| Finale           | Barcellona   | 4 - 1     | Amatori Lodi | 24 luglio 1982 |
| Finale           | Amatori Lodi | 4 - 6     | Barcellona   | 31 luglio 1982 |

### 2011-2012
| Turno            | Squadra 1     | Punteggio | Squadra 2    | Data             |
| ---------------- | ------------- | --------- | ------------ | ---------------- |
| Girone D - 1ª g. | Amatori Lodi  | 6 - 1     | Vic          | 19 novembre 2011 |
| Girone D - 2ª g. | Iserlohn      | 2 - 5     | Amatori Lodi | 17 dicembre 2011 |
| Girone D - 3ª g. | Amatori Lodi  | 8 - 5     | Benfica      | 21 gennaio 2012  |
| Girone D - 4ª g. | Benfica       | 8 - 0     | Amatori Lodi | 18 febbraio 2012 |
| Girone D - 5ª g. | Vic           | 3 - 2     | Amatori Lodi | 17 marzo 2012    |
| Girone D - 6ª g. | Amatori Lodi  | 3 - 1     | Iserlohn     | 14 aprile 2012   |
| Quarti di finale | Reus Deportiu | 3 - 1     | Amatori Lodi | 24 maggio 2012   |

### 2012-2013
| Turno            | Squadra 1       | Punteggio | Squadra 2       | Data             |
| ---------------- | --------------- | --------- | --------------- | ---------------- |
| Girone B - 1ª g. | Amatori Lodi    | 2 - 4     | Porto           | 10 novembre 2012 |
| Girone B - 2ª g. | SCRA Saint-Omer | 6 - 6     | Amatori Lodi    | 24 novembre 2012 |
| Girone B - 3ª g. | Amatori Lodi    | 1 - 0     | Noia            | 15 dicembre 2012 |
| Girone B - 4ª g. | Noia            | 5 - 3     | Amatori Lodi    | 19 gennaio 2013  |
| Girone B - 5ª g. | Porto           | 6 - 6     | Amatori Lodi    | 16 febbraio 2013 |
| Girone B - 6ª g. | Amatori Lodi    | 10 - 3    | SCRA Saint-Omer | 16 marzo 2013    |

### 2013-2014
| Turno            | Squadra 1       | Punteggio | Squadra 2       | Data             |
| ---------------- | --------------- | --------- | --------------- | ---------------- |
| Girone A - 1ª g. | Liceo La Coruña | 6 - 2     | Amatori Lodi    | 9 novembre 2013  |
| Girone A - 2ª g. | Amatori Lodi    | 1 - 4     | Valongo         | 23 novembre 2013 |
| Girone A - 3ª g. | SCRA Saint-Omer | 5 - 4     | Amatori Lodi    | 14 dicembre 2013 |
| Girone A - 4ª g. | Amatori Lodi    | 5 - 5     | SCRA Saint-Omer | 18 gennaio 2014  |
| Girone A - 5ª g. | Amatori Lodi    | 2 - 8     | Liceo La Coruña | 8 febbraio 2014  |
| Girone A - 6ª g. | Valongo         | 7 - 3     | Amatori Lodi    | 22 febbraio 2014 |

### 2016-2017
| Turno            | Squadra 1    | Punteggio | Squadra 2    | Data             |
| ---------------- | ------------ | --------- | ------------ | ---------------- |
| Girone A - 1ª g. | Amatori Lodi | 8 - 3     | Diessbach    | 5 novembre 2016  |
| Girone A - 2ª g. | Vic          | 2 - 2     | Amatori Lodi | 26 novembre 2016 |
| Girone A - 3ª g. | Amatori Lodi | 6 - 7     | Benfica      | 17 dicembre 2016 |
| Girone A - 4ª g. | Benfica      | 7 - 3     | Amatori Lodi | 14 gennaio 2017  |
| Girone A - 5ª g. | Diessbach    | 3 - 5     | Amatori Lodi | 4 febbraio 2017  |
| Girone A - 6ª g. | Amatori Lodi | 6 - 3     | Vic          | 18 febbraio 2017 |
| Quarti di finale | Amatori Lodi | 3 - 5     | Oliveirense  | 11 marzo 2017    |
| Quarti di finale | Oliveirense  | 3 - 3     | Amatori Lodi | 1º aprile 2017   |

### 2017-2018
| Turno            | Squadra 1       | Punteggio | Squadra 2       | Data             |
| ---------------- | --------------- | --------- | --------------- | ---------------- |
| Girone D - 1ª g. | Amatori Lodi    | 4 - 7     | Liceo La Coruña | 4 novembre 2017  |
| Girone D - 2ª g. | Quévert         | 2 - 3     | Amatori Lodi    | 25 novembre 2017 |
| Girone D - 3ª g. | Sporting CP     | 7 - 1     | Amatori Lodi    | 9 dicembre 2017  |
| Girone D - 4ª g. | Amatori Lodi    | 7 - 4     | Sporting CP     | 13 gennaio 2018  |
| Girone D - 5ª g. | Liceo La Coruña | 1 - 1     | Amatori Lodi    | 17 febbraio 2018 |
| Girone D - 6ª g. | Amatori Lodi    | 3 - 3     | Quévert         | 10 marzo 2018    |

### 2018-2019
| Turno            | Squadra 1       | Punteggio | Squadra 2       | Data             |
| ---------------- | --------------- | --------- | --------------- | ---------------- |
| Girone C - 1ª g. | Amatori Lodi    | 3 – 1     | Reus Deportiu   | 20 ottobre 2018  |
| Girone C - 2ª g. | SCRA Saint-Omer | 1 – 3     | Amatori Lodi    | 17 novembre 2018 |
| Girone C - 3ª g. | Porto           | 8 – 3     | Amatori Lodi    | 1º dicembre 2018 |
| Girone C - 4ª g. | Amatori Lodi    | 1 – 1     | Porto           | 19 gennaio 2019  |
| Girone C - 5ª g. | Reus Deportiu   | 6 – 3     | Amatori Lodi    | 16 febbraio 2019 |
| Girone C - 6ª g. | Amatori Lodi    | 7 – 1     | SCRA Saint-Omer | 9 marzo 2019     |
| Quarti di finale | Amatori Lodi    | 3 – 5     | Sporting CP     | 23 marzo 2019    |
| Quarti di finale | Sporting CP     | 8 – 2     | Amatori Lodi    | 6 aprile 2019    |

### 2019-2020
| Turno            | Squadra 1    | Punteggio | Squadra 2     | Data             |
| ---------------- | ------------ | --------- | ------------- | ---------------- |
| Girone A – 1ª g. | Sporting CP  | 4 – 2     | Amatori Lodi  | 19 ottobre 2019  |
| Girone A – 2ª g. | Amatori Lodi | 3 – 2     | Reus Deportiu | 16 novembre 2019 |
| Girone A – 3ª g. | Quévert      | 0 – 6     | Amatori Lodi  | 14 dicembre 2019 |
| Girone A – 4ª g. | Amatori Lodi | 5 – 4     | Quévert       | 18 gennaio 2020  |
| Girone A – 5ª g. | Amatori Lodi | 5 – 1     | Sporting CP   | 15 febbraio 2020 |

### 2021-2022
| Turno            | Squadra 1      | Punteggio | Squadra 2      | Data             |
| ---------------- | -------------- | --------- | -------------- | ---------------- |
| Girone A – 1ª g. | Amatori Lodi   | 4 – 4     | Sporting Tomar | 21 ottobre 2021  |
| Girone A – 2ª g. | Trissino       | 2 – 1     | Amatori Lodi   | 11 dicembre 2021 |
| Girone A – 3ª g. | Amatori Lodi   | 4 – 1     | La Vendéenne   | 29 gennaio 2022  |
| Girone A – 4ª g. | La Vendéenne   | 2 – 3     | Amatori Lodi   | 12 febbraio 2022 |
| Girone A – 5ª g. | Sporting Tomar | 5 – 2     | Amatori Lodi   | 26 marzo 2022    |
| Girone A – 6ª g. | Amatori Lodi   | 2 – 3     | Trissino       | 9 aprile 2022    |

### 2022-2023
| Turno                 | Squadra 1          | Punteggio | Squadra 2       | Data             |
| --------------------- | ------------------ | --------- | --------------- | ---------------- |
| Q2 – Girone D – 1ª g. | Valongo            | 2 – 1     | Amatori Lodi    | 16 dicembre 2022 |
| Q2 – Girone D – 2ª g. | Amatori Lodi       | 3 – 3     | La Vendéenne    | 17 dicembre 2022 |
| Q2 – Girone D – 3ª g. | Germania Herringen | 2 – 4     | Amatori Lodi    | 18 dicembre 2022 |
| Girone C – 1ª g.      | Amatori Lodi       | 0 – 3     | Valongo         | 26 gennaio 2023  |
| Girone C – 2ª g.      | Forte dei Marmi    | 3 – 2     | Amatori Lodi    | 9 febbraio 2023  |
| Girone C – 3ª g.      | Barcellona         | 5 – 0     | Amatori Lodi    | 23 febbraio 2023 |
| Girone C – 4ª g.      | Amatori Lodi       | 2 – 3     | Barcellona      | 9 marzo 2023     |
| Girone C – 5ª g.      | Amatori Lodi       | 2 – 3     | Forte dei Marmi | 23 marzo 2023    |
| Girone C – 6ª g.      | Valongo            | 2 – 1     | Amatori Lodi    | 13 aprile 2023   |

### 2023-2024
| Turno            | Squadra 1    | Punteggio | Squadra 2       | Data             |
| ---------------- | ------------ | --------- | --------------- | ---------------- |
| Girone D – 1ª g. | Amatori Lodi | 1 – 4     | SCRA Saint-Omer | 30 novembre 2023 |
| Girone D – 2ª g. | Valongo      | 2 – 2     | Amatori Lodi    | 14 dicembre 2023 |
| Girone D – 3ª g. | Amatori Lodi | 2 – 3     | Oliveirense     | 11 gennaio 2024  |
| Girone D – 4ª g. | Oliveirense  | 3 – 4     | Amatori Lodi    | 25 gennaio 2024  |
| Girone D – 5ª g. | Amatori Lodi | 3 – 1     | Valongo         | 8 febbraio 2024  |

#### Statistiche
| Avversario         | G  | V  | N  | P  | GF  | GS  |
| ------------------ | -- | -- | -- | -- | --- | --- |
| SCRA Saint-Omer    | 7  | 3  | 2  | 2  | 36  | 25  |
| Valongo            | 7  | 1  | 1  | 5  | 11  | 21  |
| Sporting CP        | 6  | 2  | 0  | 4  | 20  | 29  |
| Barcellona         | 4  | 0  | 0  | 4  | 7   | 18  |
| Benfica            | 4  | 1  | 0  | 3  | 17  | 27  |
| Liceo La Coruña    | 4  | 0  | 1  | 3  | 10  | 23  |
| Noia               | 4  | 2  | 0  | 2  | 15  | 13  |
| Oliveirense        | 4  | 1  | 1  | 2  | 12  | 14  |
| Porto              | 4  | 0  | 2  | 2  | 12  | 19  |
| Quévert            | 4  | 3  | 1  | 0  | 17  | 9   |
| Reus Deportiu      | 4  | 2  | 0  | 2  | 10  | 12  |
| Vic                | 4  | 2  | 1  | 1  | 16  | 9   |
| La Vendéenne       | 3  | 2  | 1  | 0  | 10  | 6   |
| Diessbach          | 2  | 2  | 0  | 0  | 13  | 6   |
| Forte dei Marmi    | 2  | 0  | 0  | 2  | 4   | 6   |
| Iserlohn           | 2  | 2  | 0  | 0  | 8   | 3   |
| Lichtstad          | 2  | 1  | 0  | 1  | 10  | 4   |
| Southsea           | 2  | 2  | 0  | 0  | 24  | 0   |
| Sporting Tomar     | 2  | 0  | 1  | 1  | 6   | 9   |
| Trissino           | 2  | 0  | 0  | 2  | 3   | 5   |
| Germania Herringen | 1  | 1  | 0  | 0  | 4   | 2   |
| TOTALE             | 74 | 27 | 11 | 36 | 265 | 260 |

## Coppa delle Coppe

### 1978-1979
| Turno            | Squadra 1    | Punteggio | Squadra 2    | Data |
| ---------------- | ------------ | --------- | ------------ | ---- |
| Primo turno      | Amatori Lodi | 4 - 4     | Iserlohn     |      |
| Primo turno      | Iserlohn     | 0 - 2     | Amatori Lodi |      |
| Quarti di finale | Amatori Lodi | 8 - 1     | Coutras      |      |
| Quarti di finale | Coutras      | 2 - 4     | Amatori Lodi |      |
| Semifinali       | Amatori Lodi | 5 - 5     | Oeiras       |      |
| Semifinali       | Oeiras       | 4 - 1     | Amatori Lodi |      |

### 1987-1988
| Turno      | Squadra 1       | Punteggio | Squadra 2       | Data           |
| ---------- | --------------- | --------- | --------------- | -------------- |
| Semifinale | Mönchengladbach | 3 - 4     | Amatori Lodi    |                |
| Semifinale | Amatori Lodi    | 7 - 3     | Mönchengladbach |                |
| Finale     | Noia            | 11 - 5    | Amatori Lodi    | 11 giugno 1988 |
| Finale     | Amatori Lodi    | 4 - 8     | Noia            | 18 giugno 1988 |

### 1993-1994
| Turno            | Squadra 1    | Punteggio | Squadra 2    | Data |
| ---------------- | ------------ | --------- | ------------ | ---- |
| Quarti di finale | Benfica      | 6 - 4     | Amatori Lodi |      |
| Quarti di finale | Amatori Lodi | 8 - 2     | Benfica      |      |
| Semifinale       | Amatori Lodi | 6 - 2     | Walsum       |      |
| Semifinale       | Walsum       | 1 - 1     | Amatori Lodi |      |
| Finale           | Voltregà     | 3 - 4     | Amatori Lodi |      |
| Finale           | Amatori Lodi | 6 - 2     | Voltregà     |      |

### 1994-1995
| Turno            | Squadra 1    | Punteggio | Squadra 2    | Data |
| ---------------- | ------------ | --------- | ------------ | ---- |
| Quarti di finale | Sporting CP  | 6 - 8     | Amatori Lodi |      |
| Quarti di finale | Amatori Lodi | 8 - 1     | Sporting CP  |      |
| Semifinale       | Amatori Lodi | 9 - 0     | Ginevra      |      |
| Semifinale       | Ginevra      | 3 - 9     | Amatori Lodi |      |
| Finale           | Roller Monza | 6 - 1     | Amatori Lodi |      |
| Finale           | Amatori Lodi | 3 - 4     | Roller Monza |      |

### 1995-1996
| Turno            | Squadra 1       | Punteggio | Squadra 2       | Data |
| ---------------- | --------------- | --------- | --------------- | ---- |
| Quarti di finale | Paço de Arcos   | 3 - 0     | Amatori Lodi    |      |
| Quarti di finale | Amatori Lodi    | 7 - 4     | Paço de Arcos   |      |
| Semifinale       | Amatori Lodi    | 10 - 0    | Uttigen         |      |
| Semifinale       | Uttigen         | 3 - 7     | Amatori Lodi    |      |
| Finale           | Amatori Lodi    | 5 - 2     | Liceo La Coruña |      |
| Finale           | Liceo La Coruña | 5 - 2     | Amatori Lodi    |      |

#### Statistiche
| Avversario      | G  | V  | N | P | GF  | GS |
| --------------- | -- | -- | - | - | --- | -- |
| Benfica         | 2  | 1  | 0 | 1 | 12  | 8  |
| Coutras         | 2  | 2  | 0 | 0 | 12  | 3  |
| Ginevra         | 2  | 2  | 0 | 0 | 18  | 3  |
| Mönchengladbach | 2  | 2  | 0 | 0 | 11  | 6  |
| Iserlohn        | 2  | 1  | 1 | 0 | 6   | 4  |
| Liceo La Coruña | 2  | 1  | 0 | 1 | 7   | 7  |
| Noia            | 2  | 0  | 0 | 2 | 9   | 19 |
| Oeiras          | 2  | 0  | 1 | 1 | 6   | 9  |
| Paço de Arcos   | 2  | 1  | 0 | 1 | 7   | 7  |
| Roller Monza    | 2  | 0  | 0 | 2 | 4   | 10 |
| Sporting CP     | 2  | 2  | 0 | 0 | 16  | 7  |
| Uttigen         | 2  | 2  | 0 | 0 | 17  | 3  |
| Voltregà        | 2  | 2  | 0 | 0 | 10  | 5  |
| Walsum          | 2  | 1  | 1 | 0 | 7   | 3  |
| TOTALE          | 28 | 17 | 3 | 8 | 142 | 94 |

## Coppa CERS / WSE

### 1980-1981
| Turno            | Squadra 1    | Punteggio | Squadra 2    | Data |
| ---------------- | ------------ | --------- | ------------ | ---- |
| Quarti di finale | Amatori Lodi | 6 - 3     | Vevey        |      |
| Quarti di finale | Vevey        | 5 - 3     | Amatori Lodi |      |
| Semifinali       | Amatori Lodi | 6 - 3     | Sesimbra     |      |
| Semifinali       | Sesimbra     | 10 - 1    | Amatori Lodi |      |

### 1983-1984
| Turno            | Squadra 1    | Punteggio | Squadra 2    | Data           |
| ---------------- | ------------ | --------- | ------------ | -------------- |
| Ottavi di finale | Follonica    | 9 - 10    | Amatori Lodi |                |
| Ottavi di finale | Amatori Lodi | 3 - 2     | Follonica    |                |
| Quarti di finale | Voltregà     | 6 - 1     | Amatori Lodi | 12 maggio 1984 |
| Quarti di finale | Amatori Lodi | 6 - 2     | Voltregà     | 26 maggio 1984 |

### 1984-1985
| Turno       | Squadra 1    | Punteggio | Squadra 2    | Data           |
| ----------- | ------------ | --------- | ------------ | -------------- |
| Primo turno | Benfica      | 9 - 3     | Amatori Lodi | 13 aprile 1985 |
| Primo turno | Amatori Lodi | 8 - 14    | Benfica      | 20 aprile 1985 |

### 1986-1987
| Turno            | Squadra 1      | Punteggio | Squadra 2      | Data           |
| ---------------- | -------------- | --------- | -------------- | -------------- |
| Primo turno      | Amatori Lodi   | 5 - 2     | Carhaix        | 7 marzo 1987   |
| Primo turno      | Carhaix        | 7 - 16    | Amatori Lodi   | 21 marzo 1987  |
| Quarti di finale | Amatori Lodi   | 9 - 1     | Gazinet-Cestas | 4 aprile 1987  |
| Quarti di finale | Gazinet-Cestas | 4 - 15    | Amatori Lodi   | 11 aprile 1987 |
| Semifinale       | Amatori Lodi   | Ann.      | Tordera        | -              |
| Semifinale       | Tordera        | N.d.      | Amatori Lodi   | -              |
| Finale           | Noia           | 7 - 5     | Amatori Lodi   | 13 giugno 1987 |
| Finale           | Amatori Lodi   | 6 - 3     | Noia           | 23 giugno 1987 |

### 1989-1990
| Turno            | Squadra 1    | Punteggio | Squadra 2    | Data          |
| ---------------- | ------------ | --------- | ------------ | ------------- |
| Ottavi di finale | Amatori Lodi | 5 - 0     | Novara       | 3 marzo 1990  |
| Ottavi di finale | Novara       | 10 - 1    | Amatori Lodi | 17 marzo 1990 |

### 1990-1991
| Turno            | Squadra 1         | Punteggio | Squadra 2         | Data |
| ---------------- | ----------------- | --------- | ----------------- | ---- |
| Ottavi di finale | Marzotto Valdagno | 6 - 2     | Amatori Lodi      |      |
| Ottavi di finale | Amatori Lodi      | 7 - 4     | Marzotto Valdagno |      |

### 1991-1992
| Turno            | Squadra 1       | Punteggio | Squadra 2       | Data             |
| ---------------- | --------------- | --------- | --------------- | ---------------- |
| Ottavi di finale | Amatori Lodi    | 5 - 2     | Montreux        | 21 gennaio 1992  |
| Ottavi di finale | Montreux        | 3 - 1     | Amatori Lodi    | 8 febbraio 1992  |
| Quarti di finale | Amatori Lodi    | 7 - 4     | Mönchengladbach | 21 febbraio 1992 |
| Quarti di finale | Mönchengladbach | 2 - 9     | Amatori Lodi    | 8 marzo 1992     |
| Semifinale       | Novara          | 9 - 2     | Amatori Lodi    | 21 marzo 1992    |
| Semifinale       | Amatori Lodi    | 2 - 0     | Novara          | 28 marzo 1992    |

### 2008-2009
| Turno       | Squadra 1    | Punteggio | Squadra 2    | Data             |
| ----------- | ------------ | --------- | ------------ | ---------------- |
| Primo turno | Lloret       | 2 - 0     | Amatori Lodi | 18 ottobre 2008  |
| Primo turno | Amatori Lodi | 1 - 1     | Lloret       | 15 novembre 2008 |

### 2009-2010
| Turno            | Squadra 1      | Punteggio | Squadra 2      | Data             |
| ---------------- | -------------- | --------- | -------------- | ---------------- |
| Primo turno      | Amatori Lodi   | 5 - 2     | Noisy-le-Grand | 21 novembre 2009 |
| Primo turno      | Noisy-le-Grand | 4 - 6     | Amatori Lodi   | 19 dicembre 2009 |
| Ottavi di finale | Amatori Lodi   | 1 - 1     | Igualada       | 16 gennaio 2010  |
| Ottavi di finale | Igualada       | 2 - 1     | Amatori Lodi   | 20 febbraio 2010 |

### 2010-2011
| Turno            | Squadra 1    | Punteggio | Squadra 2    | Data             |
| ---------------- | ------------ | --------- | ------------ | ---------------- |
| Primo turno      | Thunerstern  | 1 - 2     | Amatori Lodi | 20 novembre 2010 |
| Primo turno      | Amatori Lodi | 8 - 1     | Thunerstern  | 18 dicembre 2010 |
| Ottavi di finale | Benfica      | 7 - 4     | Amatori Lodi | 22 gennaio 2011  |
| Ottavi di finale | Amatori Lodi | 7 - 5     | Benfica      | 19 febbraio 2011 |

### 2015-2016
| Turno            | Squadra 1    | Punteggio | Squadra 2    | Data             |
| ---------------- | ------------ | --------- | ------------ | ---------------- |
| Primo turno      | Amatori Lodi | 8 - 3     | La Vendéenne | 24 ottobre 2015  |
| Primo turno      | La Vendéenne | 4 - 7     | Amatori Lodi | 28 novembre 2015 |
| Ottavi di finale | Amatori Lodi | 2 - 2     | Follonica    | 12 dicembre 2015 |
| Ottavi di finale | Follonica    | 2 - 4     | Amatori Lodi | 16 gennaio 2016  |
| Quarti di finale | Barcelos     | 8 - 4     | Amatori Lodi | 6 febbraio 2016  |
| Quarti di finale | Amatori Lodi | 6 - 6     | Barcelos     | 5 marzo 2016     |

#### Statistiche
| Avversario        | G  | V  | N | P  | GF  | GS  |
| ----------------- | -- | -- | - | -- | --- | --- |
| Benfica           | 4  | 1  | 0 | 3  | 22  | 35  |
| Follonica         | 4  | 3  | 1 | 0  | 19  | 15  |
| Novara            | 4  | 2  | 0 | 2  | 10  | 19  |
| Carhaix           | 2  | 2  | 0 | 0  | 21  | 9   |
| Barcelos          | 2  | 0  | 1 | 1  | 10  | 14  |
| Gazinet-Cestas    | 2  | 2  | 0 | 0  | 24  | 5   |
| Mönchengladbach   | 2  | 2  | 0 | 0  | 16  | 6   |
| Igualada          | 2  | 0  | 1 | 1  | 2   | 3   |
| La Vendéenne      | 2  | 2  | 0 | 0  | 15  | 7   |
| Lloret            | 2  | 0  | 1 | 1  | 1   | 3   |
| Marzotto Valdagno | 2  | 1  | 0 | 1  | 9   | 10  |
| Montreux          | 2  | 1  | 0 | 1  | 6   | 5   |
| Noia              | 2  | 1  | 0 | 1  | 11  | 10  |
| Noisy-le-Grand    | 2  | 2  | 0 | 0  | 11  | 6   |
| Sesimbra          | 2  | 1  | 0 | 1  | 7   | 13  |
| Thunerstern       | 2  | 2  | 0 | 0  | 10  | 2   |
| Vevey             | 2  | 1  | 0 | 1  | 9   | 8   |
| Voltregà          | 2  | 1  | 0 | 1  | 7   | 8   |
| TOTALE            | 42 | 24 | 4 | 14 | 210 | 178 |

## Supercoppa d'Europa / Coppa Continentale

### 1994-1995
| Turno  | Squadra 1    | Punteggio | Squadra 2    | Data          |
| ------ | ------------ | --------- | ------------ | ------------- |
| Finale | Amatori Lodi | 1 - 1     | Igualada     | 28 marzo 1995 |
| Finale | Igualada     | 5 - 0     | Amatori Lodi | 2 aprile 1995 |

#### Statistiche
| Avversario | G | V | N | P | GF | GS |
| ---------- | - | - | - | - | -- | -- |
| Igualada   | 2 | 0 | 1 | 1 | 1  | 6  |
| TOTALE     | 2 | 0 | 1 | 1 | 1  | 6  |

## Riepilogo generale
| Competizione                                         | Ed.    | G   | V  | N  | P  | GF  | GS  |
| ---------------------------------------------------- | ------ | --- | -- | -- | -- | --- | --- |
| Coppa dei Campioni / Eurolega / WSE Champions League | 11     | 74  | 27 | 11 | 36 | 265 | 260 |
| Coppa delle Coppe                                    | 5      | 28  | 17 | 3  | 8  | 142 | 94  |
| Coppa CERS / WSE                                     | 11     | 42  | 24 | 4  | 14 | 210 | 178 |
| Supercoppa d'Europa / Coppa Continentale             | 1      | 2   | 0  | 1  | 1  | 1   | 6   |
| TOTALE                                               | TOTALE | 146 | 68 | 19 | 59 | 618 | 538 |